# Comuna Răciula, Călărași
Comuna Răciula este o comună din raionul Călărași, Republica Moldova. Este formată din satele Răciula (sat-reședință) și Parcani.

## Demografie
Conform datelor recensământului din 2014, comuna are o populație de 2.269 de locuitori. La recensământul din 2004 erau 2.604 locuitori.

## Administrație și politică
Componența Consiliului local Răciula (11 consilieri), ales la 5 noiembrie 2023, este următoarea:
|  | Partid                                        | Consilieri | Componență | Componență | Componență | Componență | Componență |
|  | --------------------------------------------- | ---------- | ---------- | ---------- | ---------- | ---------- | ---------- |
|  | Partidul Acțiune și Solidaritate              | 5          |            |            |            |            |            |
|  | Partidul Liberal Democrat din Moldova         | 4          |            |            |            |            |            |
|  | Partidul Dezvoltării și Consolidării Moldovei | 2          |            |            |            |            |            |